# Giancarlo Filippini
Giancarlo Filippini (Domodossola, 27 dicembre 1968) è un dirigente sportivo ed ex calciatore italiano, di ruolo difensore.

## Carriera
Ha legato la sua carriera agonistica principalmente al Venezia, in cui ha militato per otto campionati (in due diverse fasi) dal 1989 al 1998; tra le file dei lagunari ha contribuito alla promozione in Serie A della stagione 1997-1998, riportando la squadra in massima categoria dopo trentuno anni di assenza. Ha in seguito giocato 32 partite in Serie A con la maglia del Verona, con cui ha inoltre vinto un campionato di Serie B nell'annata 1998-1999.
Il 2 maggio 2011 ha ottenuto la qualifica di direttore sportivo.

## Palmarès

### Club

#### Competizioni nazionali
- Campionato italiano di Serie B: 1

Verona: 1998-1999

#### Competizioni regionali
- Eccellenza: 1

Domegliara: 2006-2007 (girone veneto A)